# Sebastian Löbner
Sebastian Löbner (* 4. April 1949 in Winterhausen) ist ein deutscher Sprachwissenschaftler und Hochschullehrer.

## Leben und Wirken
Sebastian Löbner studierte Linguistik und Mathematik an der Universität Düsseldorf. Nach seiner Diplomprüfung 1975 promovierte er dort 1979 bei Dieter Wunderlich mit einer Dissertation aus dem Bereich der Linguistik. Von 1979 bis 1983 war er als Lektor für deutsche Sprache an der Universität Tokyo tätig. Anschließend arbeitete er an der Universität Düsseldorf als wissenschaftlicher Assistent und habilitierte sich 1989 für Allgemeine Sprachwissenschaft. Bis zum Eintritt in den Ruhestand lehrte er als Professor an dieser Universität.

## Veröffentlichungen (Auswahl)
- Einführung in die Montague-Grammatik (= Monographien Linguistik und Kommunikationswissenschaft, Bd. 27). Scriptor-Verlag, Kronberg/Ts. 1976, ISBN 3-589-20385-4.
- Intensionale Verben und Funktionalbegriffe. Untersuchung zur Syntax und Semantik von „wechseln“ und den vergleichbaren Verben des Deutschen (= Ergebnisse und Methoden moderner Sprachwissenschaft, Bd. 7). Narr, Tübingen 1979, ISBN 3-87808-307-6 (= Dissertation Universität Düsseldorf).
- Wahr neben falsch. Duale Operatoren als die Quantoren natürlicher Sprache (= Linguistische Arbeiten, Bd. 244). Niemeyer, Tübingen 1990, ISBN 3-484-30244-5 (= Habilitationsschrift Universität Düsseldorf).
- Understanding semantics. Arnold, London 2002, ISBN 0-340-73197-4 (deutsche Ausgabe unter dem Titel: Semantik. Eine Einführung. de Gruyter, Berlin 2003, ISBN 3-11-015674-1, 2. aktualisierte u. stark erw. Aufl. 2015, ISBN 978-3-11-034815-6).
- (Hrsg. u. Mitautor): Concepts, Frames and Cascades in Semantics, Cognition and Ontology. Springer, Cham 2021, ISBN 978-3-030-50199-0.

Außerdem zahlreiche Aufsätze in Fachzeitschriften und Sammelbänden.